# UFC on ESPN: Luque vs. Muhammad 2
 UFC on ESPN: Luque vs. Muhammad 2 (conosciuto anche come UFC on ESPN 34, oppure UFC Vegas 51)  è stato un evento di arti marziali miste tenuto dalla Ultimate Fighting Championship il 16 aprile 2022 all'UFC Apex di Las Vegas, negli Stati Uniti.

## Risultati
|                  | Divisione             |                   |                 |                     | Metodo                                        | Round           | Tempo           | Premio          |
| Card Principale  | Card Principale       | Card Principale   | Card Principale | Card Principale     | Card Principale                               | Card Principale | Card Principale | Card Principale |
| ---------------- | --------------------- | ----------------- | --------------- | ------------------- | --------------------------------------------- | --------------- | --------------- | --------------- |
|                  | Pesi welter           | Belal Muhammad    | batte           | Vicente Luque       | Decisione unanime (49–46, 49–46, 48–47)       | 5               | 5:00            |                 |
|                  | Pesi medi             | Caio Borralho     | batte           | Gadzhi Omargadzhiev | Decisione tecnica (29–27, 29–27, 29–27)       | 3               | 5:00            |                 |
|                  | Pesi welter           | André Fialho      | batte           | Miguel Baeza        | KO tecnico (pugni)                            | 1               | 4:39            | POTN            |
|                  | Pesi gallo femminile  | Mayra Bueno Silva | batte           | Wu Yanan            | Decisione unanime (29–28, 29–28, 30–27)       | 3               | 5:00            | FOTN            |
|                  | Pesi piuma            | Pat Sabatini      | batte           | T.J. Laramie        | Decisione unanime (30–26, 30–26, 30–26)       | 3               | 5:00            |                 |
|                  | Pesi welter           | Mounir Lazzez     | batte           | Ange Loosa          | Decisione unanime (30–27, 30–27, 30–27)       | 3               | 5:00            |                 |
| Card Preliminari |                       |                   |                 |                     |                                               |                 |                 |                 |
|                  | Pesi massimi          | Devin Clark       | batte           | William Knight      | KO tecnico (pugni)                            | 3               | 3:21            |                 |
|                  | Pesi gallo femminili  | Pannie Kianzad    | batte           | Lina Länsberg       | Decisione unanime (29–28, 29–28, 29–28)       | 3               | 5:00            |                 |
|                  | Pesi leggeri          | Drakkar Klose     | batte           | Brandon Jenkins     | KO tecnico (pugni)                            | 2               | 0:33            | POTN            |
|                  | Pesi leggeri          | Rafa García       | batte           | Jesse Ronson        | Sottomissione (rear-naked choke)              | 2               | 4:50            |                 |
|                  | Pesi massimi          | Martin Buday      | batte           | Chris Barnett       | Decisione tecnica (30–27, 30–27, 30–27)       | 3               | 5:00            |                 |
|                  | Pesi leggeri          | Jordan Leavitt    | batte           | Trey Ogden          | Decisione non unanime (28–29, 29–28, 29–28)   | 3               | 5:00            |                 |
|                  | Pesi paglia femminili | Sam Hughes        | batte           | Istela Nunes        | Decisione maggioritaria (29–27, 29–27, 28–28) | 3               | 5:00            |                 |
|                  | Pesi gallo            | Alateng Heili     | batte           | Kevin Croom         | KO tecnico (pugni)                            | 1               | 0:47            |                 |

## Premi
I lottatori premiati ricevettero un bonus di 50.000 dollari.
Legenda:
- FOTN: Fight of the Night (vengono premiati entrambi gli atleti per il miglior incontro dell'evento)
- POTN: Performance of the Night (viene premiato il vincitore per la migliore performance dell'evento)